# Phelister plicicollis
Phelister plicicollis är en skalbaggsart som beskrevs av Schmidt 1893. Phelister plicicollis ingår i släktet Phelister och familjen stumpbaggar. Inga underarter finns listade i Catalogue of Life.